# Syngamia eos
Syngamia eos là một loài bướm đêm trong họ Crambidae.